# Hanopan
Hanopan is een bestuurslaag in het regentschap Padang Sidempuan van de provincie Noord-Sumatra, Indonesië. Hanopan telt 1650 inwoners (volkstelling 2010).